# Klaas Hoek
Klaas Hoek (Wieringen, 18 oktober 1950-5 september 2019) was een Nederlandse beeldend kunstenaar.
Hoek volgde de opleiding aan Rietveld Academie, waar hij in 1973 afstudeerde. Van 1987 tot 1996 was hij adviseur van de Rijksakademie van Beeldende Kunsten. Naast beeldend kunstenaar was hij docent aan de Hogeschool voor de Kunsten Utrecht en was hij als lector verbonden aan de Slade School of Fine Art van het University College London.
- International Standard Name Identifier: 0000 0003 8794 5455
- Nederlandse Thesaurus van Auteursnamen: 155494325
- RKD-Nederlands Instituut voor Kunstgeschiedenis: 38761
- Virtual International Authority File: 280979626
- WorldCat: E39PBJymvvDRqqFxbKGK3THcT3